# Campeonato Carioca de Futebol de 1993
O Campeonato Carioca de Futebol de 1993 foi a 96.ª edição da principal divisão do futebol no Rio de Janeiro. O campeão foi o Vasco da Gama e a média de público foi de 5.148 torcedores pagantes por jogo.

## Classificação

### 1º Turno (Taça Guanabara)
O vencedor do 1º turno está classificado para a Fase Final.
| Classificação | Classificação        | Classificação | Classificação | Classificação | Classificação | Classificação | Classificação | Classificação | Classificação |
| Pos           | Time                 | PG            | J             | V             | E             | D             | GP            | GS            | SG            |
| ------------- | -------------------- | ------------- | ------------- | ------------- | ------------- | ------------- | ------------- | ------------- | ------------- |
| 1             | Fluminense           | 19            | 11            | 8             | 3             | 0             | 17            | 6             | +11           |
| 2             | Vasco da Gama        | 16            | 11            | 7             | 2             | 2             | 23            | 8             | +15           |
| 3             | Flamengo             | 15            | 11            | 6             | 3             | 2             | 23            | 11            | +12           |
| 4             | Botafogo             | 14            | 11            | 5             | 4             | 2             | 18            | 12            | +6            |
| 5             | Bangu                | 11            | 11            | 4             | 3             | 4             | 8             | 13            | -5            |
| 6             | America              | 11            | 11            | 2             | 7             | 2             | 14            | 15            | -1            |
| 7             | Volta Redonda        | 10            | 11            | 3             | 4             | 4             | 9             | 10            | -1            |
| 8             | Americano            | 10            | 11            | 3             | 4             | 4             | 9             | 15            | -6            |
| 9             | São Cristóvão        | 8             | 11            | 2             | 4             | 5             | 8             | 11            | -3            |
| 10            | Olaria               | 8             | 11            | 2             | 4             | 5             | 12            | 16            | -4            |
| 11            | Entrerriense         | 7             | 11            | 2             | 3             | 6             | 6             | 13            | -7            |
| 12            | América de Três Rios | -7            | 11            | 0             | 3             | 8             | 4             | 21            | -17           |

O América de Três Rios foi punido com a perda de 10 pontos, por ter escalado, irregularmente, o jogador Juarez contra o Vasco e o São Cristóvão.

### 2º Turno (Taça Rio de Janeiro)
O vencedor do 2º turno está classificado para a Fase Final.
| Classificação | Classificação | Classificação | Classificação | Classificação | Classificação | Classificação | Classificação | Classificação | Classificação |
| Pos           | Time          | PG            | J             | V             | E             | D             | GP            | GS            | SG            |
| ------------- | ------------- | ------------- | ------------- | ------------- | ------------- | ------------- | ------------- | ------------- | ------------- |
| 1             | Vasco da Gama | 18            | 11            | 8             | 2             | 1             | 21            | 9             | +12           |
| 2             | Flamengo      | 17            | 11            | 7             | 3             | 1             | 27            | 12            | +15           |
| 3             | Bangu         | 15            | 11            | 5             | 5             | 1             | 12            | 6             | +6            |
| 4             | Fluminense    | 13            | 11            | 5             | 3             | 3             | 17            | 11            | +6            |
| 5             | America       | 13            | 11            | 5             | 3             | 3             | 14            | 10            | +4            |
| 6             | Americano     | 12            | 11            | 2             | 8             | 1             | 13            | 11            | +2            |
| 7             | Botafogo      | 11            | 11            | 5             | 1             | 5             | 17            | 14            | +3            |
| 8             | Olaria        | 9             | 11            | 3             | 3             | 5             | 7             | 18            | -11           |
| 9             | Volta Redonda | 9             | 11            | 2             | 5             | 4             | 9             | 12            | -3            |
| 10            | Itaperuna     | 9             | 11            | 2             | 5             | 4             | 7             | 11            | -4            |
| 11            | São Cristóvão | 4             | 11            | 0             | 4             | 7             | 6             | 22            | -16           |
| 12            | Bonsucesso    | 2             | 11            | 1             | 0             | 10            | 5             | 19            | -14           |

### Classificação acumulada dos dois turnos
O Vasco teve a melhor campanha e entra na Decisão do Título com 1 ponto de bônus.
| Classificação | Classificação        | Classificação | Classificação | Classificação | Classificação | Classificação | Classificação | Classificação | Classificação |
| Pos           | Time                 | PG            | J             | V             | E             | D             | GP            | GS            | SG            |
| ------------- | -------------------- | ------------- | ------------- | ------------- | ------------- | ------------- | ------------- | ------------- | ------------- |
| 1             | Vasco da Gama        | 34            | 22            | 15            | 4             | 3             | 44            | 17            | +27           |
| 2             | Flamengo             | 32            | 22            | 13            | 6             | 3             | 50            | 23            | +27           |
| 3             | Fluminense           | 32            | 22            | 13            | 6             | 3             | 34            | 17            | +17           |
| 4             | Bangu                | 26            | 22            | 9             | 8             | 5             | 20            | 19            | +1            |
| 5             | Botafogo             | 25            | 22            | 10            | 5             | 7             | 35            | 26            | +9            |
| 6             | America              | 24            | 22            | 7             | 10            | 5             | 28            | 25            | +3            |
| 7             | Americano            | 22            | 22            | 5             | 12            | 5             | 22            | 26            | -4            |
| 8             | Volta Redonda        | 19            | 22            | 5             | 9             | 8             | 18            | 22            | -4            |
| 9             | Olaria               | 17            | 22            | 5             | 7             | 10            | 19            | 34            | -15           |
| 10            | São Cristóvão        | 12            | 22            | 2             | 8             | 12            | 14            | 33            | -19           |
| 11            | Itaperuna            | 9             | 11            | 2             | 5             | 4             | 7             | 11            | -4            |
| 12            | Entrerriense         | 7             | 11            | 2             | 3             | 6             | 6             | 13            | -7            |
| 13            | Bonsucesso           | 2             | 11            | 1             | 0             | 10            | 5             | 19            | -14           |
| 14            | América de Três Rios | -7            | 11            | 0             | 3             | 8             | 4             | 21            | -17           |

## Finais
1º jogo
| 10 de junho | Vasco           | 2 – 0 | Fluminense | Maracanã, Rio de Janeiro                                                                                          |
|             | Valdir 19', 75' |       |            | Público: 49,475 Renda: Cr$7.076.000.000,00 Árbitro: José Roberto Wright Assistentes: Léo Feldman e Daniel Pomeroy |

Vasco: Carlos Germano, Pimentel, Jorge Luís, Torres e Cássio; França, Leandro, Geovani e Bismarck; Gian (Sídney) e Valdir. Técnico: Joel Santana
Fluminense: Ricardo Pinto, Júlio César, Luís Fernando, Luís Eduardo e Lira; Pires, Chiquinho (Julinho), Macalé (Marcelo Barreto) e Sérgio Manoel; Vágner e Ézio. Técnico: Edinho
2º jogo
| 13 de junho | Fluminense           | 2 – 1 | Vasco        | Maracanã, Rio de Janeiro                                                                                          |
|             | Vágner 5' · Ézio 46' |       | Pimentel 61' | Público: 56,501 Renda: Cr$8.037.500.000,00 Árbitro: José Roberto Wright Assistentes: Léo Feldman e Daniel Pomeroy |

Fluminense: Nei, Júlio César, Márcio, Luís Eduardo e Lira; Pires, Chiquinho, Serginho (Marcelo Barreto) e Sérgio Manoel; Vágner e Ézio. Técnico: Edinho
Vasco: Carlos Germano, Pimentel, Jorge Luís, Torres e Cássio (Hernande); França, Leandro, Geovani e Gian (Dias); Bismarck e Valdir. Técnico: Joel Santana
3º jogo
| 16 de junho | Vasco | 0 – 0 | Fluminense | Maracanã, Rio de Janeiro |
|             |       |       |            | Público: 79,940 Renda: Cr$11.349.750.000,00 Árbitro: Daniel Pomeroy Assistentes: Teodoro Castro Lino e Vânder José de Carvalho |

Vasco: Carlos Germano, Pimentel, Alê, Torres e Cássio; Sídney, França, Dias e Bismarck; Gian (Hernande) e Valdir (Alex). Técnico: Joel Santana
Fluminense: Nei, Júlio César, Márcio, Luís Eduardo e Marcelo Barreto (Wallace); Pires, Chiquinho, Serginho (Macalé) e Sérgio Manoel; Vágner e Ézio. Técnico: Edinho

## Premiação
| Campeonato Carioca de 1993  |
| Rio de Janeiro              |
| --------------------------- |
| VASCO Campeão (19.º título) |